# Gnaphosa banini
Gnaphosa banini är en spindelart som beskrevs av Yuri M. Marusik och Koponen 200. Gnaphosa banini ingår i släktet Gnaphosa och familjen plattbuksspindlar.
Artens utbredningsområde är Mongoliet. Inga underarter finns listade i Catalogue of Life.